# Copa Fraternidad 1971
La Copa Fraternidad 1971 fue la primera edición de la Copa Fraternidad Centroamericana, torneo de fútbol más importante a nivel de clubes de Centroamérica avalado por la Concacaf y que contó con la participación de 6 equipos de la región.
El CSD Comunicaciones de Guatemala se convirtió en el primer campeón al ser el club que hizo más puntos durante el torneo.

## Equipos participantes
| País                | Equipo                          | Vía de clasificación                                                       |
| ------------------- | ------------------------------- | -------------------------------------------------------------------------- |
| Costa Rica 2 cupos  | Saprissa Herediano              | Subcampeón de la Primera División 1970 Tercero de la Primera División 1970 |
| El Salvador 2 cupos | Atlético Marte Alianza          | Campeón de la Primera División 1970 Cuarto de la Primera División 1970     |
| Guatemala 2 cupos   | Comunicaciones Cementos Novella | Campeón de la Liga Nacional 1970 Quinto de la Liga Nacional 1970           |

## Partidos
| Equipo 1         | Resultado | Equipo 2         |
| ---------------- | --------- | ---------------- |
| Alianza          | 2-1       | Cementos Novella |
| Comunicaciones   | 1-1       | Saprissa         |
| Cementos Novella | 1-0       | Herediano        |
| Atlético Marte   | 1-1       | Comunicaciones   |
| Saprissa         | 3-0       | Alianza          |
| Herediano        | 2-1       | Atlético Marte   |
| Comunicaciones   | 3-2       | Cementos Novella |
| Alianza          | 1-0       | Herediano        |
| Saprissa         | 0-0       | Atlético Marte   |
| Comunicaciones   | 0-0       | Alianza          |
| Atlético Marte   | 3-0       | Cementos Novella |
| Cementos Novella | 0-1       | Saprissa         |
| Alianza          | 3-0       | Atlético Marte   |
| Herediano        | 2-1       | Comunicaciones   |
| Herediano        | 1-1       | Saprissa         |
| Cementos Novella | 2-0       | Alianza          |
| Atlético Marte   | 1-1       | Herediano        |
| Saprissa         | 1-1       | Comunicaciones   |
| Comunicaciones   | 2-1       | Atlético Marte   |
| Alianza          | 0-0       | Saprissa         |
| Herediano        | 3-0       | Cementos Novella |
| Cementos Novella | 0-1       | Comunicaciones   |
| Atlético Marte   | 1-0       | Saprissa         |
| Herediano        | 2-1       | Alianza          |
| Atlético Marte   | 3-1       | Alianza          |
| Saprissa         | 1-1       | Herediano        |
| Cementos Novella | 2-1       | Atlético Marte   |
| Alianza          | 1-3       | Comunicaciones   |
| Comunicaciones   | 2-0       | Herediano        |
| Saprissa         | 2-2       | Cementos Novella |

### Clasificación
| Club             | PTS | PJ | PG | PE | PP | GF | GC | +/- |
| ---------------- | --- | -- | -- | -- | -- | -- | -- | --- |
| Comunicaciones   | 14  | 10 | 5  | 4  | 1  | 15 | 9  | +6  |
| Saprissa         | 11  | 10 | 2  | 7  | 1  | 10 | 7  | +3  |
| Herediano        | 11  | 10 | 4  | 3  | 3  | 12 | 10 | +2  |
| Atlético Marte   | 9   | 10 | 3  | 3  | 4  | 12 | 12 | 0   |
| Alianza          | 8   | 10 | 3  | 2  | 5  | 9  | 14 | -5  |
| Cementos Novella | 7   | 10 | 3  | 1  | 6  | 10 | 16 | -6  |

## Campeón
C.S.D. Comunicaciones

Campeón
1º título